# Norantea gracilis
Norantea gracilis là một loài thực vật có hoa trong họ Marcgraviaceae. Loài này được (Wittm.) V.A. Richt. mô tả khoa học đầu tiên năm 1916.